# Йоганнес Мас
Йоганнес Мас (нід. Jan Maas, 17 червня 1900 — 5 вересня 1977) — нідерландський велогонщик.
Срібний призер Олімпійських Ігор 1928 року в командній гонці переслідування.